# For(n)ever
Albums de Hoobastank
Every Man for Himself
(2006) The Greatest Hits : Don't Touch My Moustache
(2009)
For(n)ever est le cinquième album du groupe Hoobastank sorti en 2009.

## Liste des chansons
| No  | Titre                    | Durée |
| --- | ------------------------ | ----- |
| 1.  | My Turn                  | 3:10  |
| 2.  | I Don't Think I Love You | 3:40  |
| 3.  | So Close So Far          | 3:17  |
| 4.  | All About You            | 2:58  |
| 5.  | The Letter               | 3:57  |
| 6.  | Tears Of Yesterday       | 4:00  |
| 7.  | Sick Of Hanging One      | 3:15  |
| 8.  | You're The One           | 3:58  |
| 9.  | Who The Hell I Am        | 4:02  |
| 10. | You Need To Be Here      | 3:05  |
| 11. | Gone Gone Gone           | 3:38  |